# Pristimantis huicundo
Pristimantis huicundo är en groddjursart som först beskrevs av Guayasamin, Almeida-Reinoso och Fernando Nogales-Sornosa 2004.  Pristimantis huicundo ingår i släktet Pristimantis och familjen Strabomantidae. IUCN kategoriserar arten globalt som otillräckligt studerad. Inga underarter finns listade i Catalogue of Life.